# Katra (Syria)
Katra (arab. قطرة) – wieś w Syrii, w muhafazie Idlib. W 2004 roku liczyła 357 mieszkańców.